# Исповедь «неполноценного» человека
«Исповедь „неполноценного“ человека» (яп. 人間失格 Нингэн сиккаку, досл. «Потеря человечности»), в другом переводе «Человек недостойный» — повесть японского писателя-классика XX века Осаму Дадзая. Впервые опубликована в 1948 году.
Хотя повесть была издана как художественное произведение, повествование в ней ведётся от первого лица и содержит элементы, которые придают ей автобиографическую основу. К таким элементам относится, например, самоубийство — периодически возникающая тема в жизни писателя, который покончил с собой вскоре после публикации последней части повести, 13 июня 1948 года.

## Сюжет
Повесть рассказывает о детстве и взрослении человека по имени Оба Ёдзо (яп. 大庭葉蔵) в послевоенной Японии. Ёдзо — сложный человек, неспособный раскрыться перед другими и потому вынужденный играть роль беззаботного шутника. Повесть состоит из трёх глав, именуемых «тетрадями», описывающих жизнь Ёдзо с ранних лет. Произведение также содержит предисловие и послесловие, в которых сторонний рассказчик, лично не знакомый с Ёдзо, составляет собственное мнение о главном герое.

#### Предисловие
В предисловии сторонний рассказчик описывает три фотографии, на которых изображён главный герой повести — Оба Ёдзо. На первой фотографии изображён сам Ёдзо в окружении сестёр. Описывая фотографию, рассказчик называет улыбку Ёдзо «уродливой», намекая на то, что она «ненастоящая», а также рассказывает о неприятных чувствах, возникающих, когда рассказчик продолжает рассматривать фотографию. На второй фотографии изображён повзрослевший Ёдзо в студенческой форме, в котором рассказчик не видит «вкуса к жизни». На третьей фотографии изображён уже поседевший Ёдзо с безэмоциональным лицом, сидящий в углу грязной комнаты.

## Персонажи
Сторонний рассказчик — персонаж, от лица которого излагается предисловие и послесловие. После окончания Второй мировой приезжает в Токио, где встречает пожилую знакомую, работающую в баре. Она дает ему три тетради Ёдзо для прочтения, которые он нехотя принимает. История Ёдзо захватывает рассказчика, и он просит у знакомой отдать тетради, чтобы их опубликовать.
Ёдзо Оба — главный герой повести, от чьего имени и идёт повествование. Родился в богатой семье депутата Имперского парламента. В ранние годы был сексуально растлен прислугой. В школе без труда учился на отлично. Затем, был отправлен отцом в гимназию в Токио, где пристрастился к алкоголю, гулянкам и проституткам, заложив все личные вещи в ломбарды. После первой попытки суицида семья замяла уголовное дело против Ёдзо, но также оборвала с ним связи. Работал карикатуристом, рисуя иллюстрации для низкопробных журналов. В конце повести после второй попытки суицида попал в психиатрическую клинику. Сторонний рассказчик не знает, жив ли еще Ёдзо.
Такэити — парень из той же школы, что и Ёдзо, первый, кто понял, что главный герой привирает. В дальнейшем будет общаться с ним, повлияет на Ёдзо и его вкусы в искусстве.
Масао Хорики — парень, что родился в Токио. Был старше Ёдзо на шесть лет. Не советовал главному герою идти изучать живопись, хотя и сам закончил обучение в частном училище изящных искусств. Повлиял на Ёдзо, показав ему прелести взрослой жизни: алкоголь, ломбарды, бордели. Сначала Ёдзо считал Хорики другом, далее их отношения начали накаляться и, как сам сказал повествующий, — они возненавидели друг друга.
Цунэко — девушка, с которой Ёдзо решился на двойное самоубийство, которое прошло неудачно: девушка погибла, парень остался в живых. Работала в кафе официанткой. Несмотря на то, что главного героя с Цунэко связывала одна ночь, он ей дорожил, но потом старался притупить свои чувства к ней. У Цунэко был муж, который работал парикмахером в Хиросиме. Когда же они переехали в Токио, не смог найти работу, поэтому угодил в тюрьму за мошенничество.
Сибата — поручитель в гимназии по прозвищу «Палтус» из-за внешнего сходства с этой рыбой. Увлекался антиквариатом. Был холостяком, однако у него был молодой сын. Согласился приютить Ёдзо после спасения, однако относился к нему крайне холодно, как и его сын.
Сидзуко — возлюбленная Ёдзо, помогла ему найти работу художником в журнале. Приютила Обу, так как он не мог больше жить у Сибаты. У неё была дочь — Сигэко, однако муж погиб. Была родом из Кюсю — самого южного острова из четырёх крупных островов Японского архипелага.
Ёсико — жена Ёдзо, работала в киоске напротив бара, торговала табаком, но старалась отучить Обу пить, и сначала выходило. Их брак с Ёдзо был очень спонтанным, однако они любили друг друга. Но одной «летней душной ночью» её изнасиловал 30-летний мужчина, из-за чего из лёгкой, непринужденной девушки она превратилась в опасливую, пугливую и удручённую даму. Из-за этого эпизода в жизни Ёсико и Ёдзо пришлось столкнуться с проблемами в отношениях.

## Адаптации

### Манга
В 2009 году одноименную мангу по мотивам работы Дадзая создал мангака Усамару Фуруя (его версия состоит из 12 глав), в 2017 году свою версию представил мангака Дзюндзи Ито (25 глав).

### Фильмы
В 2009 году, к 100-летней годовщине со дня рождения Дадзая, по мотивам книги был снят фильм «Потеря человечности» (Ningen shikkaku). Режиссёром картины выступил Гэндзиро Арато, главные роли исполнили Тома Икута и Сатоми Исихара.
За пределами Японии фильм получил название Fallen Angel.
В 2019 году по мотивам повести вышел фильм «Исповедь „неполноценного“ человека: Осаму Дадзай и три женщины», срежисированный Микой Нинагавой. Главные роли исполнили Сюн Огури, Риэ Миядзава и Эрика Савадзири.

### Анимация
В аниме-адаптации Aoi Bungaku, увидевшей свет в 2009 году, повести были посвящены первые четыре эпизода. Данный аниме-сериал стал обладателем главной награды фестиваля Future Film в Италии.
В ноябре 2019 года вышел полнометражный трёхмерный анимационный фильм «HUMAN LOST. Исповедь неполноценного человека» (яп. HUMAN LOST 人間失格 HUMAN LOST Нингэн сиккаку), основанный на персонажах повести.
Один из персонажей аниме «Проза бродячих псов» носит имя Осаму Дадзая, а его биография и способности созданы под влиянием «Исповеди…».
Также Дадзай Осаму появляется в аниме и игре «Литераторы и Алхимик», где попадает в свою книгу «Исповедь…».

## Восприятие
Уильям Бредбери в газете The Japan Times назвал книгу вневременной повестью, заметив, что «усилия, с которыми человек пытается вписаться в общество, со времён написания повести не изменились». Сердар Егулалп в «Genji Press» отметил профессионализм автора в описании положения, в котором находится главный герой. Оба автора обращают внимание на автобиографические элементы в повести, однако уточняют, что Дадзаю удалось связать читателей с Ёдзо, а не с самим автором.